# Миш-Пиян
Миш-Пиян — деревня в Кудымкарском районе Пермского края. Входила в состав Верх-Иньвенского сельского поселения. Располагается юго-западнее от города Кудымкара. Расстояние до районного центра составляет 42 км. По данным Всероссийской переписи населения 2010 года, в деревне проживало 84 человека (42 мужчины и 42 женщины).

## История
По данным на 1 июля 1963 года, в деревне проживало 252 человека. Населённый пункт входил в состав Деминского сельсовета.